# 和弦因素

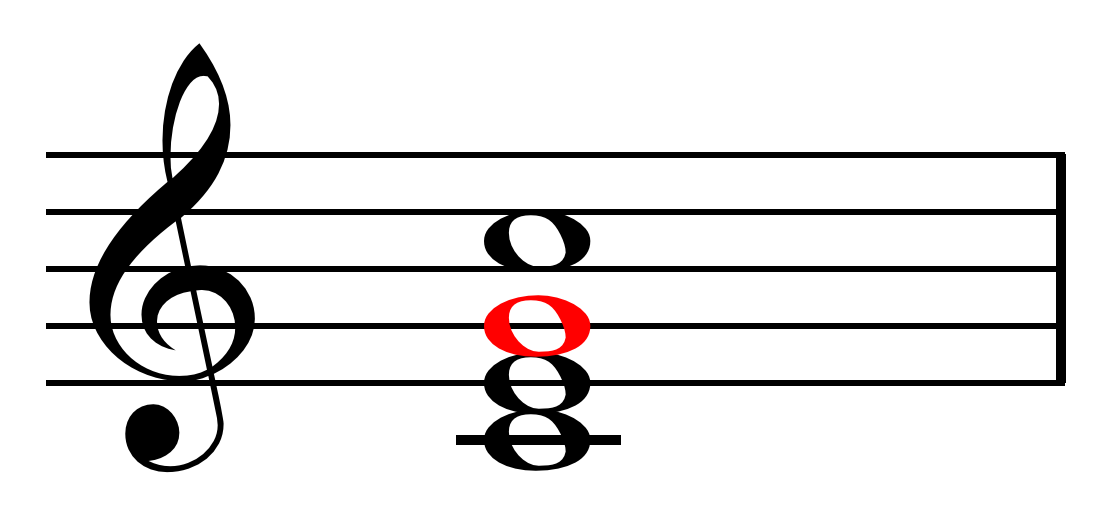
C大调上作为主和弦出现的五级和弦（根音：G）（红色） 大和弦.

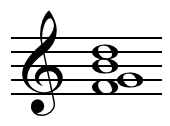
C大调上作为 属七和弦 出现的七级和弦（根音：F）.

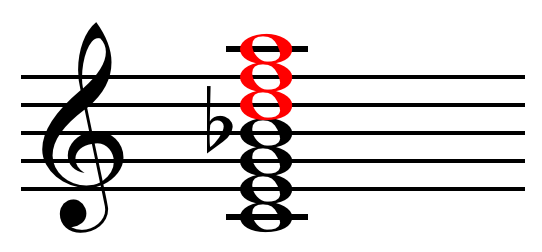
属十三和弦 扩展和弦: C E G B♭ D F A. 用颜色标注出的上部结构是扩展的音, 可以看作是这个调式的七和弦（九级，十一级以及十三级）。

在音乐中，和弦因素是指一个和弦中所在某个位置的音。具体形容方式如下 “根音（一音）” ， “三音”，“五音”，“六度音”，“七音”，“九音”，“十一音”, “十三音”等等。通过以根音（一音）向上到目的音的音程而命名。
在和声中，和弦因素与非和弦音所产生的协和与不协和效果非常明显。
和弦因素经常在声部进行以及和声排列法的创作中被考虑。一个和弦包含绝对的和弦因素，此特性与和弦有其绝对的根音高度的特性是相似的，八度不参与讨论（因为在分析时所有十二平均律中重复的音都被缩减到一个）。正因为缩减的原则，一个在十二平均律中含有三个不同根音高度的和弦，通常含有三个和弦因素（讨论和弦因素时包括了根音）。在右侧的例子中表示了一个由四个音组成的C大调和弦，其中包含三个和弦因素。其中，“根音”的和弦因素（音：“C”）在（从下往上数）第一以及第四层都出现过，它们所在两个不同的八度。和弦因素“五音”（音：“G”）出现在第二层（已用红色标出）。
低音的和弦因素决定了和弦的转位。比方说：如果原和弦的三音（从下往上数第二个音）是低音（最下方的音），那么这个和弦是原和弦的第一转位({\displaystyle {}_{3}^{6}})；如果原和弦的七音（第四个音）是低音（最下方的音），那么这个和弦是原和弦的第三转位({\displaystyle {}_{2}^{4}})。插图说明了一种G7 和弦（G大调七和弦）第三转位可能出现的情况（此和弦的简写形式为 G7/F ），此种情况每一个和弦因素都会至少在和弦中出现一次。
相对于三度叠置的和声而言,和弦会变得更加复杂，甚至会发生更改原和弦三音从而扩展和弦的情况。插图说明了这种理论（一个 C13 和弦（C大十三（扩展）和弦）通过添加七级和弦因素从而扩展和弦，扩展部分已用红色标出。）在实际应用当中，通常做法是将属十三和弦的十一音忽略掉，从而在上方延伸出十三和弦，避免十一度音与大三度音发生冲突。